# I.S.R. Racing
I.S.R. Racing (Igor Salaquarda Racing) är ett tjeckiskt racingteam som grundades 1993 av Igor Salaquarda.

## Serier och säsonger
| År   | Klass/Mästerskap                 | Förare                                                     | Team plats/poäng        |
| ---- | -------------------------------- | ---------------------------------------------------------- | ----------------------- |
| 1993 | Peugeot 306 Cup                  | ?                                                          | ?                       |
| 1994 | Peugeot 306 Cup                  | ?                                                          | ?                       |
| 1995 | Peugeot 306 Cup                  | ?                                                          | ?                       |
| 1996 | MM ČR                            | Josef Venc                                                 | ?                       |
| 1997 | FIA Middle European Championship | Josef Venc                                                 | ?                       |
| 1998 | FIA Middle European Championship | Josef Venc                                                 | ?                       |
| 2000 | Champion of Czech Republic       | Antonín Charouz                                            | ?                       |
| 2001 | FIA GT                           | Tomáš Enge Justin Wilson                                   | ?                       |
| 2001 | Champion of Czech Republic       | Antonín Charouz                                            | ?                       |
| 2002 | Euro Formula 3000                | Jarek Janiš Yannick Schroeder Juliano Moro                 | 2:a/?p                  |
| 2002 | Formula BMW ADAC                 | Filip Salaquarda Tomáš Kostka Marek Novotny                | 15:e/?p                 |
| 2003 | Euro Formula 3000                | Jarek Janiš Yannick Schroeder                              | 6:a/?p                  |
| 2003 | Formula BMW ADAC                 | Filip Salaquarda Erik Janiš                                | 9:a/?p                  |
| 2004 | Recaro Formula 3 CUP             | Filip Salaquarda                                           | 10:a/?p                 |
| 2005 | F3 Euroseries                    | Filip Salaquarda                                           | -/0p                    |
| 2006 | F3 Euroseries                    | Filip Salaquarda                                           | -/0p                    |
| 2006 | Masters of Formula 3             | Filip Salaquarda                                           |                         |
| 2007 | International Formula Master     | Maximilian Götz Nick de Bruijn Erik Janiš Filip Salaquarda | 8:a/30p                 |
| 2008 | International Formula Master     | Filip Salaquarda Tim Sandtler                              | ?                       |
| 2009 | International Formula Master     | Erik Janiš Alexander Rossi                                 | 3:a/93p                 |
| 2010 | Formula Renault 3.5 Series       | Esteban Guerrieri Filip Salaquarda Alexander Rossi         | 2:a/167p                |
| 2011 | Formula Renault 3.5 Series       | Daniel Ricciardo Dean Stoneman                             | säsongen har ej startat |